# Бус (Мозел)
Бус (фр. Bousse) је насељено место у Француској у региону Лорена, у департману Мозел.
По подацима из 2011. године у општини је живело 2981 становника, а густина насељености је износила 338,37 становника/km².

## Демографија
| 1962. | 1968. | 1975. | 1982. | 1990. | 2011. |
| ----- | ----- | ----- | ----- | ----- | ----- |
| 1.081 | 1.387 | 2.079 | 2.576 | 2.575 | 2.981 |